# 麦克马洪-侯赛因协定
麦克马洪-侯赛因通信（McMahon–Hussein Correspondence）是第一次世界大战期间英国政府与麦加谢里夫间的往来通信。總計十封信件，時間從1915年7月至1916年3月。英国政府同意如果麦加谢里夫发起反抗奥斯曼帝国的阿拉伯起义，作为交换英国将在战后承认阿拉伯独立。这些信件对中东历史和巴勒斯坦地区冲突有深远影响。